# Rio Boise
O Rio Boise é um  rio do noroeste dos Estados Unidos, sendo um dos principais afluentes do rio Snake. Conta com 164 km de extensão.